# Lucilia
Lucilia és un gènere de dípters dins la família Calliphoridae. Diverses espècies d'aquest gènere es coneixen en anglès sota el nom de"green bottle flies" (mosques d'ampolla verda).
L'espècie Lucilia sericata se sap que s'alimenta d'excrements de gossos, menjars exposats i plantes o animals en descomposició. Les larves s'alimenten de carn d'animals en descomposició i necessiten carn podrida per a completar el seu desenvolupament. Aquestes mosques es troben típicament brunzint al voltant de les escombraries i poden portar bacteris patògens.

## Taxonomia
El gènere Lucilia Robineau-Desvoidy inclou les espècies següents:
- Lucilia adisoemartoi Kurahashi, 1988
- Lucilia aestuans Robineau-Desvoidy, 1863
- Lucilia affinis Robineau-Desvoidy, 1863
- Lucilia agilis Robineau-Desvoidy, 1863
- Lucilia albofasciata Macquart & Berthelot, 1839
- Lucilia ampullacea Villeneuve, 1922[2]
- Lucilia andrewsi Senior-White, 1940
- Lucilia angustifrons Ye, 1983
- Lucilia angustifrontata Ye, 1992
- Lucilia appendicifera Fan, 1965
- Lucilia arrogans Robineau-Desvoidy, 1863
- Lucilia arvensis Robineau-Desvoidy, 1863
- Lucilia aurata Robineau-Desvoidy, 1863
- Lucilia aureovultu Theowald, 1957
- Lucilia azurea Meigen, 1838
- Lucilia bazini Séguy, 1934
- Lucilia bismarckensis Kurahashi, 1987
- Lucilia bufonivora Moniez, 1876
- Lucilia caerulea Robineau-Desvoidy, 1863
- Lucilia caesar (Linnaeus, 1758)
- Lucilia caesia Robineau-Desvoidy, 1863
- Lucilia calviceps Bezzi, 1927
- Lucilia carbunculus Robineau-Desvoidy, 1863
- Lucilia chini Fan, 1965
- Lucilia chrysella Robineau-Desvoidy, 1863
- Lucilia chrysigastris Robineau-Desvoidy, 1863
- Lucilia chrysis Robineau-Desvoidy, 1863
- Lucilia cluvia Walker, 1849
- Lucilia coelestis Robineau-Desvoidy, 1863
- Lucilia coeruleifrons Macquart, 1851
- Lucilia coeruleiviridis Macquart, 1855
- Lucilia coeruliviridis Macquart, 1855
- Lucilia cuprea Robineau-Desvoidy, 1830
- Lucilia cuprina Wiedemann, 1830
- Lucilia cyanea Robineau-Desvoidy, 1863
- Lucilia cylindrica Robineau-Desvoidy, 1863
- Lucilia delicatula Robineau-Desvoidy, 1830
- Lucilia diffusa Robineau-Desvoidy, 1863
- Lucilia discolor Robineau-Desvoidy, 1863
- Lucilia dives Robineau-Desvoidy, 1863
- Lucilia elongata Shannon, 1924
- Lucilia eximia Wiedemann, 1819
- Lucilia facialis Robineau-Desvoidy, 1863
- Lucilia fastuosa Robineau-Desvoidy, 1863
- Lucilia fausta Robineau-Desvoidy, 1863
- Lucilia fernandica Macquart, 1855
- Lucilia fervida Robineau-Desvoidy, 1830
- Lucilia flamma Robineau-Desvoidy, 1863
- Lucilia flavidipennis Macquart, 1843
- Lucilia floralis Robineau-Desvoidy, 1863
- Lucilia fulgida Zetterstedt, 1845
- Lucilia fulvicornis Robineau-Desvoidy, 1863
- Lucilia fulvipes Loew, 1858
- Lucilia fulvocothurnata Brauer, 1899
- Lucilia fumicosta Malloch, 1926
- Lucilia fuscanipennis Macquart, 1851
- Lucilia fuscipalpis Zetterstedt, 1845[3]
- Lucilia gemma Robineau-Desvoidy, 1863
- Lucilia gemula Robineau-Desvoidy, 1863
- Lucilia germana Robineau-Desvoidy, 1830
- Lucilia graphita Shannon, 1926
- Lucilia gressitti James, 1971
- Lucilia hainanensis Fan, 1965
- Lucilia hirsutula Grunin, 1969
- Lucilia hominivorax Coquerel, 1858
- Lucilia hyacinthina Robineau-Desvoidy, 1830
- Lucilia illustris (Meigen), 1826[4]
- Lucilia incisuralis Macquart, 1843
- Lucilia inclyta Robineau-Desvoidy, 1863
- Lucilia indica Robineau-Desvoidy, 1830
- Lucilia ingenua Robineau-Desvoidy, 1863
- Lucilia insignis Robineau-Desvoidy, 1863
- Lucilia inventrix Walker, 1861
- Lucilia inventrix Walker, 1861
- Lucilia laetatoria Robineau-Desvoidy, 1863
- Lucilia laevis Robineau-Desvoidy, 1863
- Lucilia lepida Robineau-Desvoidy, 1863
- Lucilia libera Robineau-Desvoidy, 1863
- Lucilia ligurriens Wied.,
- Lucilia limbata Robineau-Desvoidy, 1863
- Lucilia limpidpennis Robineau-Desvoidy, 1830
- Lucilia littoralis Blanchard, 1937
- Lucilia luteicornis Jaennicke, 1867
- Lucilia magnicornis (Siebke, 1863)
- Lucilia magnifica Robineau-Desvoidy, 1863
- Lucilia maialis Robineau-Desvoidy, 1863
- Lucilia marginalis Robineau-Desvoidy, 1863
- Lucilia marginata Macquart, 1843
- Lucilia meigenii Schiner, 1862
- Lucilia mexicana Macquart, 1843
- Lucilia mirifica Robineau-Desvoidy, 1863
- Lucilia modesta Robineau-Desvoidy, 1830
- Lucilia modica Robineau-Desvoidy, 1863
- Lucilia nigriceps Macquart, 1843
- Lucilia nigrifrons Robineau-Desvoidy, 1863
- Lucilia nigrocoerulea Macquart, 1843[5]
- Lucilia nitidula Robineau-Desvoidy, 1863
- Lucilia nuptialis Robineau-Desvoidy, 1863
- Lucilia obscurella Robineau-Desvoidy, 1863
- Lucilia ovatrix Robineau-Desvoidy, 1863
- Lucilia pallescens Shannon, 1924
- Lucilia pallipes Robineau-Desvoidy, 1830
- Lucilia papuensis Macquart, 1843[6]
- Lucilia parphyrina Walker
- Lucilia peronii Robineau-Desvoidy, 1830
- Lucilia peruviana Robineau-Desvoidy, 1830
- Lucilia pilosiventris Kramer, 1910
- Lucilia pinguis Walker, 1858
- Lucilia porphyrina Walker, 1856
- Lucilia prasina Robineau-Desvoidy, 1863
- Lucilia pratensis Robineau-Desvoidy, 1863
- Lucilia pretiosa Robineau-Desvoidy, 1863
- Lucilia princeps Róndani, 1848
- Lucilia problematica Johnson, 1913
- Lucilia pubescens Robineau-Desvoidy, 1830
- Lucilia purpurea Robineau-Desvoidy, 1863
- Lucilia purpurescens Walker, 1836
- Lucilia pyropus Robineau-Desvoidy, 1863
- Lucilia rectinevris Macquart, 1855
- Lucilia regalis Meigen, 1826
- Lucilia rhodocera
- Lucilia richardsi Collin, 1926
- Lucilia rostrellum Robineau-Desvoidy, 1830
- Lucilia rufifacies Macquart, 1843
- Lucilia salazarae Kurahashi, 1979
- Lucilia sapphirea Robineau-Desvoidy, 1830
- Lucilia scintilla Robineau-Desvoidy, 1863
- Lucilia scutellaris Robineau-Desvoidy, 1863
- Lucilia sericata Meigen, 1826
- Lucilia shansiensis Fan, 1965
- Lucilia shenyangensis Fan, 1965
- Lucilia silvarum Meigen, 1826
- Lucilia sinensis Aubertin, 1933
- Lucilia snyderi James, 1962
- Lucilia socialis Robineau-Desvoidy, 1863
- Lucilia solers Robineau-Desvoidy, 1863
- Lucilia soror Robineau-Desvoidy, 1830
- Lucilia spectabilis Robineau-Desvoidy, 1863
- Lucilia spekei Jaennicke, 1867
- Lucilia spinicosta Hough, 1898
- Lucilia sumptuosa Robineau-Desvoidy, 1863
- Lucilia taiwanica Kurahashi & Kano, 1995
- Lucilia taiyanensis Chu You-Shen, 1975
- Lucilia terraenovae Macquart, 1851
- Lucilia thatuna Shannon, 1926
- Lucilia timorensis Robineau-Desvoidy, 1830
- Lucilia tomentosa Robineau-Desvoidy, 1863
- Lucilia urens Robineau-Desvoidy, 1863
- Lucilia valida Robineau-Desvoidy, 1863
- Lucilia varipalpis Macquart, 1843
- Lucilia varipes Macquart, 1851
- Lucilia vernalis Robineau-Desvoidy, 1863
- Lucilia viatrix Robineau-Desvoidy, 1863
- Lucilia vicina Robineau-Desvoidy, 1830
- Lucilia violacea Gimmerthal, 1842
- Lucilia violacina Robineau-Desvoidy, 1863
- Lucilia virgo Robineau-Desvoidy, 1830
- Lucilia viridana Robineau-Desvoidy, 1863
- Lucilia viridescens Robineau-Desvoidy, 1830
- Lucilia viridifrons Macquart, 1843
- Lucilia viridis Robineau-Desvoidy, 1863